# Nel blu dipinto di blu (film)
Nel blu dipinto di blu è un film del 1959 diretto da Piero Tellini. 
Ascrivibile al genere dei musicarelli, il film è ispirato nel titolo alla canzone omonima con cui Domenico Modugno vinse il Festival di Sanremo 1958, più conosciuta come Volare.

## Trama
Turi, un giovane vagabondo siciliano, che sbarca il lunario facendo qualche lavoro occasionale e cantando nelle osterie, abita in un quartiere popolare di Roma, dove gode di molte amicizie e della simpatia di Assuntina, bella ed energica popolana. Una notte Turi fa da palo a certi malviventi, che tentano un colpo in una gioielleria.
Il colpo non riesce per l'arrivo di una guardia notturna ma Turi è accusato di complicità. Per difendersi dell'accusa e giustificare la sua presenza in quel luogo, asserisce di essere innamorato di una cameriera che abita lì vicino. Interrogata, la ragazza conferma di essere la sua fidanzata: con ciò lo libera dai sospetti della polizia, ma gli crea dei fastidi d'altra specie, sia perché, nella sua ingenuità, la cameriera ha preso sul serio le dichiarazioni di Turi sia perché suscita la gelosia di Assuntina.
Per uscire da una situazione imbarazzante, Turi è stato costretto a fidanzarsi ufficialmente con la cameriera ma nel frattempo una terza donna è entrata nella sua vita. Si tratta della figlia di un ricco industriale siciliano. La ragazza, assetata di nuove sensazioni, si è sentita attratta da Turi che non ha saputo resistere alla seduzione.
Assuntina, furibonda, fa rinascere i sospetti della polizia e svela alla povera cameriera tutta la verità. Questa; dopo aver superato una crisi, è facile preda di alcuni individui che tentano di sfruttarla. Turi uscito con disgusto dalla nuova avventura, viene a conoscenza della situazione. Dopo una vivace discussione con Assuntina, dalla quale si congeda definitivamente Turi raggiunge la giovane cameriera, della quale è ormai sinceramente innamorato, e insieme si dispongono ad iniziare una nuova vita.

## Produzione
Gian Piero Brunetta ha scritto, a proposito dell'apporto determinante alla sceneggiatura di Cesare Zavattini, che il film  rientra nel suo viaggio da compiere alla fine della guerra attraverso il cinema, assieme a compagni di strada molto diversi ed è cosciente «che sarà tutt'altro che semplice; sa che è possibile trovare un denominatore comune, un punto in cui l'attività, il desiderio, la tensione collettiva, siano capaci di tradursi in una spinta a trasformare la situazione». La difficoltà di Zavattini, nel caso specifico del film Nel blu dipinto di blu, è storicizzata in una scheda della Biblioteca Panizzi facente parte del corpus zavattiniano: «È bene ricordare che sul progetto di questo film nacque una lunga discussione, poiché Zavattini intendeva realizzare un film serio, impegnato, non la solita pellicola da cassetta, mentre Modugno, il paroliere Migliacci e pure la casa di produzione erano a favore del musicarello».